# ربکا ماسترتن
ربکا ماسترتن (به اردو: ڈاکٹر ربیکا ماسٹرٹن) (به انگلیسی: Rebecca Masterton) یک محقق بریتانیایی اسلامی، مربی، سخنران عمومی، مفسر قرآن، مجری تلویزیونی و فیلسوف مذهب شیعه از اسلام است.

## پس زمینه
او در یک شهر کوچکی در نزدیکی دریا در جنوب انگلستان متولد شده و هنگامی که هجده سالش بود به لندن نقل مکان کرد و به مطالعه زبان ژاپنی پرداخت. او با حضور در دانشکده مطالعات شرقی و آفریقایی لندن، موفق به دریافت مدرک لیسانس در ژاپنی، و مدرک فوق لیسانس در ادبیات تطبیقی شرق آسیایی و آفریقایی و مدرک دکترا در مورد کشورهای فرانسوی زبان و ادبیات عرفانی اسلامی غرب آفریقا گردید.
او که قبلاً در کالج برکبک به تدریس عرفان اسلامی مشغول بود به معرفی یک سری در مورد مذهب و فرهنگ با تلویزیون پرس تی وی پرداخت . او در حال حاضر یک مجری تلویزیونی اهل بیت (کانال اسلامی مستقر در انگلستان) می‌باشد که در آن او به مصاحبه روشنفکران اسلامی و ارائه دیدگاه‌های خود در مورد اسلام شیعه است. او همچنین در کالج اسلامی لندن به تعلیم کارشناسی ارشد هنر مشغول می‌باشد .

## گرایش به اسلام
ربکا مسترسن در اصل یک کاتولیک بود که در سال ۱۹۹۹ مسلمان شد و با زنانی که به اسلام گرویده بودند برای یک پروژه تحقیقاتی در دانشگاه لندن مصاحبه کرده‌است.وی در یک مصاحبه با اکونومیست گفت:
به علت افزایش فضای قبیح در بریتانیا آن‌ها (زنان) دوست ندارند به صورت یک شیء جنسی دیده شوند - حجاب آن‌ها را از نگاه مردان مصون نگه می‌دارد . او می‌گوید گرایش بسیاری از مردان که شامل مردان آفریقایی کارائیبی هم می‌باشد مدل خانواده مسلمان را تحسین میکنند که در آن به مردان به عنوان ارائه دهندگان و حامیان خانواده بها داده می‌شود.
مطالعات دیگر نشان می‌دهد که اسلام کمک کرده‌است تا مردم از مواد مخدر و الکل رهائی یابند. با پذیرش یک فرم خشن از اسلام به نظر می‌رسد که مردان بیشتر از زنان در برابر سیاست بریتانیا در خاورمیانه مخالفت نشان می‌دهند.
توصیف مسترسن از زندگی خود پس از گرویدن به اسلام :
زندگی من پس از گرایش به اسلام به‌طور کامل تغییر کرده‌است. من یک روسری و لباس بلند زنانه به تن میکنم و ترجیح میدهم با " خواهران" مسلمان معاشرت کنم تا اینکه وقتم را با مردان صرف کنم.